# Graceling
Graceling è un romanzo fantasy per ragazzi della scrittrice statunitense Kristin Cashore, pubblicato nel 2008. È il primo volume della serie Graceling Realm.
Graceling è stato tradotto in tedesco, danese, francese, olandese, spagnolo, catalano, ungherese, cinese, ebraico, italiano e altre lingue.

## Trama
Tutti i Graceling hanno gli occhi di due colori diversi. Tutti i Graceling hanno un Dono. Difficile è però sapere quale Dono possiedono: a volte anche per loro stessi è duro capirlo e controllarlo. Ci sono Doni quasi inutili, come la capacità di ripetere le parole al contrario o di ricordare certi dettagli. Katje ha diciotto anni e il suo Dono è un'arma terribile nelle mani di suo zio, re Rand. Il futuro le può riservare un posto sicuro al fianco di quest'uomo vendicativo o infinite sorprese, come l'incontro con un Graceling dallo sguardo intenso che sembra conoscerla fin troppo bene.

## Personaggi
- Katje, è una ragazza di 18 anni e ha un occhio verde e uno blu, quindi è una Graceling. Ha i capelli scuri e ricci. Il suo carattere è coraggioso, forte, ma allo stesso tempo dolce con Po e con i suoi amici. Durante il racconto si innamora del suo compagno di viaggio ed è la protagonista del libro.
- Po, (nome completo: Principe Greening Grandemalion Verdeggiante) è il settimo figlio di Re Ror di Lienid. Ha un occhio color oro e l'altro argento, è quindi anche lui un Graceling. Si scoprirà che ha il Dono di percepire i pensieri altrui, ma solo se rivolti a lui. In accordo con la madre e il nonno, per non essere sfruttato -viste le sue capacità- tiene segreto il Dono alla famiglia, fingendo di avere come Dono quello del combattimento. Conosce Katje mentre è in missione per salvare il nonno. I due si scontrano, si conoscono, fanno amicizia, e Po si innamora di Katje. Alla fine di Graceling, Po diventa cieco, ma il suo Dono, che gli dà anche una visione della posizione e della forma di oggetti e persone, gli permette di condurre una vita normale.
- Re Leck, il crudele Leck, Re di Monsea, è l'antagonista principale di tutta la vicenda; è padre di Bitterblue e marito di Ashen. Anch'egli Graceling, ha il Dono di manipolare le menti; grazie a ciò infatti, salì al potere. Mentre con alcuni soldati insegue Bitterblue e la madre che tentano la fuga dal castello, incontra Po e Katje che assistono impotenti alla morte di Ashen ma riescono a portare in salvo Bitterblue. Alla fine verrà ucciso nel castello di Po, dove aspettava i protagonisti con l'intento di ucciderli.
- Bitterblue, Bitterblue è una ragazza di dieci anni, figlia del re Leck e di Ashen. Oltre a Po e alla madre, è l'unica persona che riesce a resistere alla voce del padre. Lei e la madre fuggono, ma Ashen viene uccisa; Bitterblue riesce a nascondersi dai soldati del padre per poi incontrare Katje e Po, con cui fa amicizia, che la conducono a Lienid per proteggerla da Leck. Dopo la morte del padre fa ritorno a Monsea per essere incoronata.
- Principe Raffin, Raffin è il figlio del Re Rand e cugino nonché migliore amico di Katje. Preferisce ricercare nuovi farmaci invece che governare con il padre, anche se spesso hanno effetti collaterali come prurito ai piedi o capelli blu; infatti passa tutto il giorno in laboratorio con il suo assistente fidato, Bann.
- Re Rand, è re di Middluns (e zio di Katje). Sfrutta le capacità e, in seguito, la fama di Katje per mantenere il controllo sui suoi sudditi in un clima di terrore. Questo finché Kaje non si ribella alla sua crudeltà e decide di non ubbidirgli più; Rand allora, non può fare altro che lasciarla andare.
- Oll, Oll è il capo delle spie e fondatore del Consiglio, assieme a Katje e al Principe Raffin. Di lui non si sa molto, oltre al fatto che sposato con una certa Bertol. Oll aiuta la protagonista a controllare il suo Dono.
- Giddon, Giddon è un giovane di Middluns, innamorato follemente di Katje e membro del Consiglio. La protagonista, però, lo respingerà sempre nelle sue proposte di matrimonio.
- Faun, Anche lei Graceling, è un comandante di una nave che aiuta Katje e Bitterblue a fuggire dal Re Leck.
- Helda, Helda è l'unica persona che vede Katje come una ragazza qualsiasi. Segue Katje dall'infanzia e la aiuta nelle fasi più drammatiche, diventando poi la cameriera della nuova regina di Monsea, Bitterblue.

## Edizioni in italiano
- Kristin Cashore, Graceling, traduzione di Claudia Resta, Novara: De Agostini, 2009
- Kristin Cashore, Graceling: la serie completa: Graceling, Fire, Bitterblue, Milano: DeA Planeta Libri, 2021